# Сторожевой (остров)
Сторожево́й — остров архипелага Северная Земля. Административно относится к Таймырскому Долгано-Ненецкому району Красноярского края.
Расположен в центральной части архипелага в центральной части пролива Шокальского на расстоянии 950 метров от острова Октябрьской Революции в районе бухты Медвежей, чуть севернее фьорда Марата.
Имеет вытянутую с северо-запада на юго-восток форму длиной немногим менее 3,5 километра и шириной около 850 метров. Свободен ото льда. Центральную часть острова занимает скала высотой до 74 метров. На востоке этой возвышенности установлен геодезический пункт, на западе — каменистые россыпи. Берега острова ровные, пологие. Озёр и ручьёв нет.